# 金谷遗址
金谷遗址，位于中国吉林省龙井市德新乡金谷村，为一个省级文物保护单位，类型为古遗址，公布时间为2007年5月31日。该文物保护单位由龙井市文物管理所管理。
金谷遗址的历史年代为。